# Леонідас да Сілва
Леоні́дас да Сі́лва (порт. Leônidas da Silva) (нар. 6 вересня 1913, Ріо-де-Жанейро — пом. 24 січня 2004, Котіа) — бразильський футболіст. Нападник збірної Бразилії, більшість кар'єри провів у клубах «Фламенґу» та «Сан-Паулу». Найкращий бомбардир чемпіонату світу з футболу 1938, вважається автором і першим виконавцем бісіклети (удару м'яча через себе в падінні). Перший футболіст, який на чемпіонаті світу забив в одному матчі чотири голи.

## Життєпис
Футбольну кар'єру Леонідас почав з гри у місцевому клубі Ріо-де-Жанейро «Сан-Крістовао», а тоді — «Сіріо е Лібаньєс». У 18-річному віці Леонідас опиняється уже в третій команді, цього разу — «Бонсуцессо». За цю команду 24 квітня 1932 року нападник забив перший офіційний гол ударом-бісіклетою. У «Бонсуцессо» здібного форварда помітили тренери відомого уругвайського клубу «Пеньяроль». І наступний сезон Леонідас почав у новому клубі з сусідньої країни.
У збірній гравець прославився у першому ж своєму матчі. Це була гра проти Уругваю на розіграші Копа Америка. Леонідас вийшов на заміну за десять хвилин до завершення матчу, коли бразильці програвали 0:1. І 19-річний нападник зробив маленьке футбольне диво: забив до кінця гри два голи. Один з м'ячів потрапив у ворота після виконання Леонідасом своєї коронної бісіклети. Цей гол, до речі, став першим, який був забитий «ножицями» в офіційних матчах вже за збірну.
1934 року, після сезону в Уругваї, Леонідас повернувся до бразильського чемпіонату в клуб «Васку да Гама». Того ж року проходив і чемпіонат світу, на якому Бразилія вилетіла після першого ж матчу. Фатальною стала гра з іспанцями, які перемогли 3:1. Хоча єдиний гол Бразилії записав собі до активу якраз Леонідас.
Наступного 1935-го нападник вкотре змінив клуб. Тепер він на рік став гравцем елітного й заможного «Ботафоґу». Щоправда в команді талант Леонідаса не оцінили через расові упередження босів клубу. На їхню думку, негр виглядав блідим порівняно з іншим форвардом — Карвальйо Лейте. Йому ж віддав місце в основному складі збірної і тренер бразильців. Натомість Леонідас був змушений відсиджуватись на лаві запасних увесь сезон.
Через те і в «Ботафоґу» нападник не затримався більш, ніж на рік — помандрував до клубу «Фламенґу» з Ріо-де-Жанейро. Саме тут засвітилася його футбольна зірка на клубному рівні. Через те Леонідас залишився грати в команді на п'ять сезонів. За цей час він провів 179 матчів та забив 142 голи.
Під час одного з матчів «Фламенґу» проти аргентинської команди «Індепендьєнте» трапився дивний випадок. Леонідас, як то траплялося, забив гол бісіклетою. І тоді сталося неймовірне: удар настільки сподобався аргентинським футболістам, що вони всією командою, на чолі з воротарем, раптово побігли вітати щасливого й здивованого Леонідаса. Не менш здивувалися і суперники-бразильці, а також вболівальники на трибунах.
На піку своєї форми, після вдалого сезону у «Фламенґу», Леонідас поїхав у складі збірної на чемпіонат світу 1938 року. У першому матчі з Польщею бразильці в наднапруженій боротьбі здобули перемогу 6:5. У тій грі нападник деякий час грав босяком через проблеми з бутсами. Та це не завадило Леонідасу зробити перший покер в історії чемпіонатів світу.
У чвертьфіналі бразильці провели два матчі з Чехословаччиною й у кожному з них Леонідас забивав по голу. У півфіналі з італійцями тренер чомусь не випустив нападника на поле і бразильці програли. Натомість у матчі за третє місце проти шведів, Леонідас вийшов на поле й забив ще два голи. Завдяки їм Бразилія стала бронзовим призером чемпіонату. А сам Леонідас з вісьмома голами на рахунку став найкращим бомбардиром того чемпіонату світу.
За збірну Бразилії нападник виступав до 1946 року. Останнім для нього у футболці національної команди став матч проти Парагваю (1:1). Про забивний талант гравця свідчить і статистика його проведених матчів за збірну і голів у них. Адже в нього, одного з небагатьох, забиті м'ячі випереджають проведені матчі: Леонідас провів 24 гри і відзначився 25 голами.
Клубну кар'єру гравець завершив у клубі Сан-Паулу в 1951 році. Під час ігор за цю команду Леонідас ще двічі використовував свій удар-бісіклету: одного разу 14 червня 1942 року у матчі з Палмейрасом, а згодом — 13 листопада 1948 року в грі з бразильським «Ювентусом». Опісля завершення кар'єри гравця, Леонідас недовгий час працював тренером. Але своє місце на довгий час віднайшов у коментаторській роботі на радіо. Помер 2004-го у віці 90 років через хворобу Альцгеймера, на яку хворів із 1974 року. Похований на цвинтарі у Сан-Паулу.

## Досягнення
- Чемпіон штату Ріо-де-Жанейро: 1934, 1935, 1939, 1942
- Найкращий бомбардир чемпіонату штату Ріо-де-Жанейро (1938, 30 голів)
- Найкращий бомбардир Торнео Ріо-Сан-Паулу (1940, 11 голів)
- Чемпіон штату Сан-Паулу: 1943, 1945, 1946, 1948, 1949
  - Копа Ріо-Бранко (1932)
  - Копа Рока (1945)
- Срібний призер Чемпіонату Південної Америки: 1946
- Бронзовий призер чемпіонату світу: 1938
- Найкращий бомбардир чемпіонату світу 1938 (8 голів)

| Дата       | Місто          | Господарі | Результат | Гості          | Турнір                      | Голи | Примітки |
| ---------- | -------------- | --------- | --------- | -------------- | --------------------------- | ---- | -------- |
| 4-12-1932  | Монтевідео     | Уругвай   | 1 – 2     | Бразилія       | Кубок Ріу-Бранку            | 2    |          |
| 27-5-1934  | Генуя          | Бразилія  | 1 – 3     | Іспанія        | ЧС 1934                     | 1    |          |
| 3-6-1934   | Белград        | Югославія | 8 – 4     | Бразилія       | Тов                         | 2    |          |
| 5-6-1938   | Страсбург      | Бразилія  | 6 – 5     | Польща         | ЧС 1938                     | 3    |          |
| 12-6-1938  | Бордо          | Бразилія  | 1 – 1     | Чехословаччина | ЧС 1938                     | 1    |          |
| 14-6-1938  | Бордо          | Бразилія  | 2 – 1     | Чехословаччина | ЧС 1938                     | 1    |          |
| 19-6-1938  | Бордо          | Бразилія  | 4 – 2     | Швеція         | ЧС 1938                     | 2    |          |
| 15-1-1939  | Ріо-де-Жанейро | Бразилія  | 1 – 5     | Аргентина      | Кубок Рока                  | 1    |          |
| 22-1-1939  | Ріо-де-Жанейро | Бразилія  | 3 – 2     | Аргентина      | Кубок Рока                  | 1    |          |
| 18-2-1940  | Сан-Паулу      | Бразилія  | 2 – 2     | Аргентина      | Кубок Рока                  | 2    |          |
| 25-2-1940  | Сан-Паулу      | Бразилія  | 0 – 3     | Аргентина      | Кубок Рока                  | -    |          |
| 10-3-1940  | Буенос-Айрес   | Аргентина | 2 – 3     | Бразилія       | Кубок Рока                  | 1    |          |
| 17-3-1940  | Буенос-Айрес   | Аргентина | 5 – 1     | Бразилія       | Кубок Рока                  | 1    |          |
| 24-3-1940  | Ріо-де-Жанейро | Бразилія  | 3 – 4     | Уругвай        | Кубок Ріу-Бранку            | 1    |          |
| 31-3-1940  | Ріо-де-Жанейро | Бразилія  | 1 – 1     | Уругвай        | Кубок Ріу-Бранку            | 1    |          |
| 16-12-1945 | Сан-Паулу      | Бразилія  | 3 – 4     | Аргентина      | Кубок Рока                  | -    |          |
| 20-12-1945 | Ріо-де-Жанейро | Бразилія  | 6 – 2     | Чилі           | Кубок Рока                  | 1    |          |
| 23-12-1945 | Ріо-де-Жанейро | Бразилія  | 3 – 2     | Аргентина      | Кубок Рока                  | -    |          |
| 29-1-1946  | Буенос-Айрес   | Бразилія  | 1 – 1     | Парагвай       | Чемпіонат Південної Америки | -    |          |
| Усього     |                | Матчів    | 19        |                | Голів (20 місце)            | 21   |          |